# Monthureux-sur-Saône
Monthureux-sur-Saône é uma comuna francesa na região administrativa do Grande Leste, no departamento de Vosges. Estende-se por uma área de 19.02 km², e possui 894 habitantes, segundo o censo de 2018, com uma densidade de 47 hab/km².